# کاوه خداشناس
کاوه خداشناس (زادهٔ ۵ آبان ۱۳۵۹) بازیگر، مجری، کارگردان، تئاتر، سینما و تلویزیون ایرانی است.

## زندگی هنری
خداشناس در یک خانوادهٔ تهرانی که اصالت دماوندی دارند زاده شد. او فرزند سوم از خانواده‌ای است که پنج پسر دارد. پدرش اهل ذوق است و برادرانش اهل موسیقی و فرهنگ هستند. 
خداشناس دارای دیپلم تجربی و دانش‌آموختهٔ دانشکدهٔ هنر و معماری دانشگاه تهران در رشتهٔ نمایش است. از اساتید او هم می‌توان حمید سمندریان، فرهاد ناظرزاده کرمانی، احمد دامود، قطب الدین صادقی، محمد رحمانیان و فردوس حاجیان را نام برد. او تجربهٔ موسیقی، عکاسی، نقد هنری و دستیاری کارگردان را در کارنامهٔ خود دارد. کاوه پیش از دوران دانشجویی فعالیت دراماتیک خود را سال ۱۳۷۸ با بازی در نمایش هدهد به کارگردانی منصور خلج آغاز کرد و بعدها با گروه‌های دانشجویی همکاری نمود. پس از آن در سال ۱۳۸۲ با بازی در فیلم سینمایی خداحافظ رفیق به کارگردانی بهزاد بهزادپور به سینما راه یافت.

## کارنامه هنری
فیلم‌
| سال  | نام فیلم     | نوع     | سمت    | کارگردان        | تاریخ نمایش     | نقش          | توضیحات                     |
| ---- | ------------ | ------- | ------ | --------------- | --------------- | ------------ | --------------------------- |
| ۱۳۹۸ | نیروانا      | سینمایی | بازیگر | مرتضی آتش زمزم  | در نوبت اکران   | کاوه         | تولید مشترک ایران و بنگلادش |
| ۱۳۹۸ | دخمه         | سینمایی | بازیگر | وحید ضرابی نسب  | ۱۳۹۸            | قادر         |                             |
| ۱۳۹۷ | بهشت گمشده   | سینمایی | بازیگر | حمید سلیمیان    | ۱۳۹۸            | حمید         |                             |
| ۱۳۸۲ | بابا عزیز    | سینمایی | بازیگر | محمد ناصر خمیر  | اکران بین‌المللی | ابراهیم ادهم | محصول مشترک ایران و فرانسه  |
| ۱۳۸۲ | خداحافظ رفیق | سینمایی | بازیگر | بهزاد بهزاد پور | ۱۳۸۲            | حمید         | دفاع مقدس                   |

### سریال
- آلا (۱۴۰۴ ٫ کارگردان شکیل مظفری)
- مستوران فصل دوم (۱۴۰۲ در نفش لطفعلی، کارگردان سیدعلی هاشمی)
- بی‌همگان (۱۴۰۱ کارگردان بهرنگ توفیقی-اصغر هاشمی)
- صبح آخرین روز (۱۴۰۰ کارگردان حسین تبریزی)
- بوم و بانو (۱۳۹۹ کارگردان سعید سلطانی)
- آقازاده (۱۳۹۹ نمایش خانگی، کارگردان بهرنگ توفیقی)
- شب‌های مافیا (۱۳۹۹ سری اول مسابقه، کارگردان سعید ابوطالب)
- هفت شهر عاشق (۱۳۹۸ مسابقه، کارگردان سعید ابوطالب)
- پناه آخر (۱۳۹۸ کارگردان داریوش یاری)
- وقت صبح (۱۳۹۸ کارگردان جواد میرزاآقا زاده)
- پدر (۱۳۹۷ کارگردان بهرنگ توفیقی)
- بچه‌های گروهان بلال (۱۳۹۷ کارگردان عبدالرحمن شلیلیان)
- برادر (۱۳۹۵ کارگردان جواد افشار)
- همه خانواده من (۱۳۹۱ کارگردان داریوش فرهنگ)[۵]
- دولت مخفی (۱۳۹۱ کارگردان عبدالحسن برزیده)[۶]
- عملیات ۱۲۵ (۱۳۹۰ فصل سه کارگردان مسعود آب‌پرور)[۷]
- عملیات ۱۲۵ (۱۳۸۸ فصل دو کارگردان محمدرضا آهنج)
- عملیات ۱۲۵ (۱۳۸۶ فصل یک کارگردان بهروزافخمی)
- رستگاران (۱۳۸۸ کارگردان سیروس مقدم)
- پول کثیف (۱۳۸۵ کارگردان جواد افشار)
- بانو (۱۳۸۶ کارگردان حسن هدایت و فرید سجادی حسینی)
- شب مهتاب (۱۳۸۶ کارگردان شهرام باباپور)
- آسمان همیشه ابری نیست (۱۳۸۹ کارگردان سعید عالم‌زاده)
- شاید برای شما هم اتفاق بیافتد[۸] (دو قسمت، کارگردان احمد معظمی)
- (مجموعه تلویزیونی معراجی‌ها (۱۳۹۳ کارگردان مسعود ده‌نمکی)
- بازگشت (۱۳۹۵ کارگردان حسین عامری)

### تله
- درنگ (۱۴۰۱ کارگردان کاوه خداشناس)
- هلاکت (۱۳۹۹ کارگردان کاوه خداشناس)
- به قید قرعه (۱۳۹۸ کارگردان علی جعفرآبادی)
- فرود هشتم (۱۳۹۷ کارگردان کاوه خداشناس)
- حفره (۱۳۹۶ کارگردان کاوه خداشناس)
- رکب (۱۳۸۹ کارگردان نارین بهجت)
- چشم به راه[۹] (۱۳۸۹ کارگردان جواد مزدآبادی)

### تئاتر
- هدهد (۱۳۷۷ کارگردان منصور خلج)[۱۰]
- قمر در عقرب (۱۳۷۸ کارگردان مازیار لرستانی)[۱۰]
- حسرت، آرزو، رؤیا (۱۳۷۸ کارگردان مهدی هاشمی)[۱۰]
- مخزن (۱۳۸۱ کارگردان جلال تهرانی، دستیار کارگردان)
- نه‌فرتی‌تی (۱۳۸۱ جلال تهرانی، دستیار کارگردان)
- مقام استادی (۱۳۸۲ کارگردان جلال تهرانی)[۱۰]
- الاویاتان (۱۳۸۷ محمد میرعلی اکبری)[۱۱]
- گالیله (۱۳۸۸داریوش فرهنگ)[۱۲]
- آرامش از نوعی دیگر (۱۳۸۱ نویسنده یون فوسه و کارگردان رضا گوران)[۱۰]
- شب آوازهایش را می‌خواند (۱۳۸۱رضا گوران)[۱۳]
- شهر تنهایی من (۱۳۹۲ به نویسندگی نوشین تبریزی و کارگردانی سیدعلی هاشمی)[۱۴]
- به مناسبت ورود اشکان (۱۳۹۵ نمایشنامه خوانی، نویسنده پوریا کاکاوند و کارگردانی شادی شاه علی)
- پاره‌های ساده (۱۳۹۶ به نویسندگی مهدی میرمحمدی به کارگردانی سیدعلی هاشمی)[۱۵]

### مستند
- سکه از ضرب افتاده گویندهٔ نریشن(۱۳۸۳ نویسنده و کارگردان علیرضا حبیبی)[۱۶]
- گنجینه‌های ماندگار گویندهٔ نریشن و دستیار کارگردان(۱۳۸۶ نویسنده و کارگردان علیرضا حبیبی)[۱۷]

### جوایز
- جایزه دوم بهترین بازیگر مرد از جشنواره تئاتر دانشجویی فجر بابت بازی در نمایش شب آوازهایش را می‌خواند(۱۳۸۱رضا گوران)[۱۰]